# APTX 4869
L'Apotoxine 4869 (四八六九, Yon-Hachi-Roku-Kyuu, abrégée APTX 4869 et surnommée « Le détective incapable » par les membres de l'Organisation), est une drogue fictive du manga Détective Conan, dérivée d'un projet élaboré par Shiho Miyano et dont le but est inconnu. Cette drogue fut utilisée par l'Organisation comme un poison mortel et indétectable dans le corps humain mais elle eut pour effets de rajeunir Shinichi Kudo et Shiho Miyano, qui ne réussirent à produire qu'un antidote temporaire.

## Description
L'APTX 4869 est un poison en cas d'ingestion. Elle provoque la destruction des cellules (donc la mort de la victime) sans laisser de traces de la substance ingérée. C'est pour cette raison que même si elle est encore au stade expérimental, elle est utilisée sur le protagoniste. Dans de très rares cas, l'apoptose s'effectue dans tout le corps (sauf sur les cellules neuronales) de façon à rétrécir le corps de la victime sans la tuer, ce qui arriva à Shinichi Kudo que l'organisation a voulu assassiner et Shiho Miyano qui, dans l'intention se suicider, prit de l'APTX 4869.

## Origine du nom
APTX est une abréviation de « Apoptoxin », qui fait référence à l'apoptose (auto-destruction des cellules).
APTX 4869 est aussi un jeu de mots sur « Sherlock Holmes » car en japonais 4869 peut également être prononcé « Shi-Ha-Ro-Ku », qui se traduit par Sherlock.
Le mot de passe pour accéder aux données de l'APTX 4869 est « Shellingford », le nom que voulait attribuer Conan Doyle à son détective avant de l'appeler Sherlock (on peut aussi trouver le nom Sherrinford). Le nom de cette drogue, le mot de passe pour accéder à sa composition, ainsi que le surnom que lui attribuent les membres de l'Organisation (« le détective incomplet ») indique que l'APTX 4869 n'est qu'à un stade expérimental et qu'elle n'est pas terminée.

## Antidote
Ai Haibara a créé un prototype permettant l'annulation temporaire des effets de l'APTX, permettant ainsi à Ai et à Conan de retrouver leur taille d'adulte. 
La première dose a été efficace pendant 24 heures mais l'antidote perd de son efficacité lors des prises suivantes en raison des produits chimiques nocifs contenus dans l'antidote et reconnus par le système immunitaire de Shinichi Kudo.
Il existe une autre façon d'annuler les effets de l'APTX temporairement, il suffit, pour la personne ayant ingérée le poison de boire un certain alcool chinois, ce que Conan fera dans certains épisodes.

## Spéculation
(mai 2021).

### Objectif original
L'Organisation utilise l'APTX 4869 comme un poison mortel qui ne laisse aucune trace dans le corps de la victime, Gin le testa pour la première fois sur Shinichi Kudo en tant que cobaye. Shiho Miyano dira à Conan que créer un poison n'était pas son intention, ce qui indique que l'APTX 4869 a été originellement développé dans un but différent. Le prototype de cette drogue a été utilisé uniquement pour son aspect létal, qui provoque la mort de celui qui l'absorbe sans laisser de trace, ce qui révolta Ai Haibara, et non pour son objectif réel. De plus, l'apotoxine 4869 est surnommée « Le détective incomplet » par les membres de l'Organisation, ce qui indique que son objectif d'origine n'a pas encore été atteint.

#### Immortalité / Non-vieillissement
Il est possible que l'APTX 4869 ait pour but d'allonger la durée de vie humaine, de stopper le vieillissement voire de provoquer un rajeunissement des organes du corps humain, la transformation de Shinichi et Shiho en enfant à la suite de l'absorption de cette drogue est un indicateur quant à son objectif réel. Lorsque Pisco vit Shiho dans son corps d'enfant, il déclara qu'il était impressionné par le fait qu'elle développa la drogue à ce point, ce qui indique que le rajeunissement est l'un des aspects originaux et voulus de l'APTX 4869. Haibara déclare intérieurement que Shinichi est profondément impliqué dans le projet que l'Organisation élabore depuis plus d'un demi-siècle, or le seul lien qui relie Conan et l'Organisation est l'APTX 4869. Elle fait donc surement référence au rajeunissement de celui-ci après avoir absorbé cette drogue, ce qui est révélateur de l'objectif de l'Organisation.
Sherry décrit l'APTX 4869 comme dirigeant des apoptoses, un processus déclenchant l'auto-destruction des cellules et donc programmer pour tuer, cependant l'apotoxine 4869 a aussi une fonction de télomérase qui provoque l'amplification et la multiplication des cellules. Le but de la destruction des cellules par l'apoptose pourrait être le remplacement de celles-ci par des cellules neuves multiplié par le télomérases et permettant donc un état de jeunesse permanent. La jeunesse constante de Vermouth ainsi que son absence de vieillissement est un autre indicateur sur les recherches de l'Organisation qui pourrait impliquer l'immortalité.

#### Résurrection des morts
Plusieurs éléments dans la série permettent de supposer que le but original de l'APTX 4869 concerne la résurrection des morts. En effet Vermouth déclare à un informaticien : « We can be both God and Devil since we are trying to raise the dead against the stream of time » (« Nous pouvons être à la fois Dieu et le Diable depuis que nous essayons de lever les morts contre le cours du temps »), de plus Haibara fait des déclarations allant dans ce sens en disant à Conan qu'elle a élaboré l'APTX 4869 afin de ressusciter les morts, cependant Conan ne la prend pas au sérieux.

### Le Silver Bullet et l'APTX 4869
Elena Miyano révèle, dans les enregistrements qu'elle a laissés pour sa fille Shiho, qu'elle travaille sur une terrifiante drogue qu'elle et Atsushi ont appelée Silver Bullet. Il n'est pas indiqué si c'est un simple surnom attribué à l'APTX 4869 par les parents d'Haibara ou alors un projet développé en parallèle. Cependant plusieurs éléments indiquent que l'APTX 4869 et le Silver Bullet sont reliés si ce n'est deux noms pour une seule et même drogue. En effet, Haibara a déjà qualifié l'APTX 4869 comme étant une « drogue de rêve », les collègues de laboratoire d'Elena Miyano utilisent la même expression pour le Silver Bullet. Lorsqu'elle se souvient de cet enregistrement, Haibara regrette en mémoire de sa mère le fait qu'elle n'avait pas compris que la drogue n'aurait jamais dû être faite, ce qui implique qu'elle fait référence au Silver Bullet qui n'est autre que l'APTX 4869 dont elle continue les recherches à la place de ses parents. Enfin, Vermouth donne à Conan le surnom Silver Bullet, qui ne serait autre qu'une référence au rajeunissement de Shinichi et donc à l'objectif du Silver Bullet.